# Caacupé
Caacupé – miasto w departamencie Cordillera, w Paragwaju. Według danych na rok 2020 miasto zamieszkiwało 57682 osoby, a gęstość zaludnienia wyniosła 416,2 os./km². Miasto jest siedzibą diecezji Caacupé, a zarazem największego sanktuarium maryjnego w kraju.

## Sanktuarium maryjne w Caacupé
W mieście wznosi się tu bazylika, poświęcona i oddana do użytku w 1765 r. W jej ołtarzu odbiera kult drewniana figurka, ubrana w kolorowe szaty i ozdobiona naturalnymi włosami, ofiarowanymi przez wiernych. W XVI wieku w podzięce za uratowanie życia wyrzeźbił ją Indianin, którego postać umieszczona jest obok ołtarza. Figurka stoi na skale, do której wierni mogą przykładać ręce. Główne uroczystości odbywają się 8 grudnia, w uroczystość Niepokalanego Poczęcia Najświętszej Marii Panny. Sanktuarium w 1998 r. odwiedził papież Jan Paweł II, a w 2015 r. papież Franciszek, który podniósł świątynię do rangi bazyliki mniejszej. W swojej homilii oddał on hołd paragwajskim kobietom, które po przegranej wojnie w latach 1864-1870 i eksterminacji mężczyzn przyczyniły się od biologicznej i duchowej odbudowy narodu. Powiedział on m.in.: „Macie w pamięci, w genach te kobiety, które odbudowywały życie, wiarę, godność swego narodu. (…) Niech Bóg błogosławi ten upór, niech Bóg błogosławi i ożywia waszą wiarę, niech Bóg błogosławi kobietę paragwajską, najwspanialszą w Ameryce”.

## Demografia
Ludność historyczna:
| Rok                         | 2000  | 2005  | 2010  | 2015  | 2020  |
| --------------------------- | ----- | ----- | ----- | ----- | ----- |
| Ludność                     | 43432 | 46419 | 49793 | 53615 | 57682 |
| Gęstość zaludnienia os./km² | 313,3 | 334,9 | 359,2 | 386,8 | 416,2 |

Ludność według grup wiekowych na rok 2020:
| Wiek                                | 0–9 lat | 10–19 lat | 20–29 lat | 30–39 lat | 40–49 lat | 50–59 lat | 60–69 lat | 70–79 lat | 80+ lat |
| ----------------------------------- | ------- | --------- | --------- | --------- | --------- | --------- | --------- | --------- | ------- |
| Liczba osób w danej grupie wiekowej | 10779   | 10237     | 10746     | 8944      | 5602      | 4630      | 3572      | 2058      | 1114    |

Struktura płci na rok 2020:

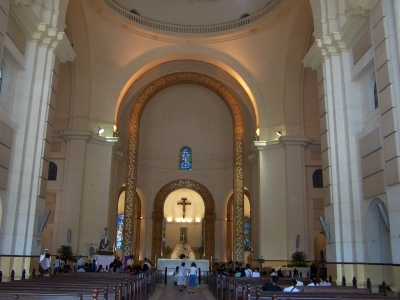
Wnętrze bazyliki Caacupé

| Płeć                         | Mężczyźni | Kobiety |
| ---------------------------- | --------- | ------- |
| Liczba osób w danej płci     | 29372     | 28309   |
| Liczba osób w danej płci w % | 50,9      | 49,1    |

## Dzielnice
Caacupé jest podzielony na 36 dzielnic, z których 14 znajduje się na obszarach wiejskich i 22 w obszarze miejskim.

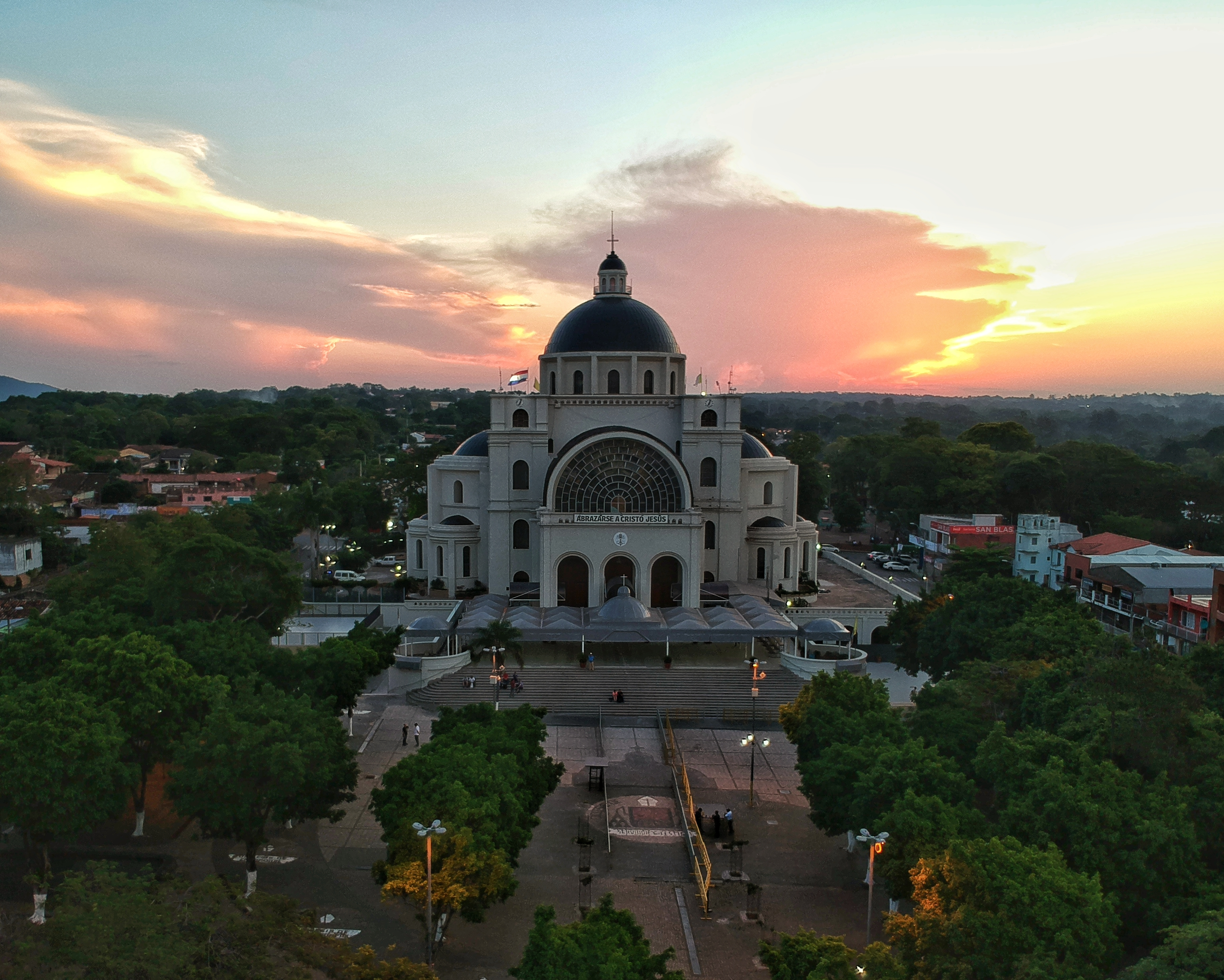
Panoramiczny widok na Bazylikę Caacupé

| Dzielnice Caacupé | Dzielnice Caacupé | Dzielnice Caacupé | Dzielnice Caacupé |
| N.º               | Nazwa dzielnicy   | N.º               | Nazwa dzielnicy   |
| ----------------- | ----------------- | ----------------- | ----------------- |
| 1                 | San Rafael        | 19                | Kennedy           |
| 2                 | Buena Vista       | 20                | San Francisco     |
| 3                 | Loma              | 21                | Loma Guazú        |
| 4                 | Yvú               | 22                | Santa Ana         |
| 5                 | Tupasy Ycuá       | 23                | Cabañas           |
| 6                 | Yvoty             | 24                | Potrero Po'i      |
| 7                 | Industrial        | 25                | Azcurra           |
| 8                 | Centro            | 26                | Yhaka Ro'ysa      |
| 9                 | Alegre            | 27                | Itá Yvú Guazú     |
| 10                | San Miguel        | 28                | Aquino Cañada     |
| 11                | Seminario         | 29                | Coronel Martínez  |
| 12                | San Juan Bautista | 30                | Itá Yvumí         |
| 13                | Santa María       | 31                | Cerro Real        |
| 14                | San Bias          | 32                | Ytumi             |
| 15                | San Felipe        | 33                | Ytú Guazú         |
| 16                | San Pablo         | 34                | Ypucú             |
| 17                | San Cayetano      | 35                | Costa Pucú        |
| 18                | Daniel Escurra    | 36                | Almada            |

## Znane osoby urodzone w Caacupé
- José María Fariña – marynarz i bohater wojenny Paragwaju[4]
- Juan Agüero – paragwajski piłkarz[5]